# Canton d'Angers-2
Le canton d'Angers-2 est une circonscription électorale française du département de Maine-et-Loire.

## Histoire
Le canton d'Angers-II a été créé par décret du 23 juillet 1973 redécoupant les cantons d'Angers-Est, Angers-Sud, Angers-Ouest et Angers-Nord en sept cantons.
Il est supprimé par le décret du 23 janvier 1985 réorganisant les cantons d'Angers. Son territoire est repris par le canton d'Angers-Est.
Un nouveau découpage territorial de Maine-et-Loire entre en vigueur à l'occasion des élections départementales de 2015. Il est défini par le décret du 26 février 2014, en application des lois du 17 mai 2013 (loi organique 2013-402 et loi 2013-403). Les conseillers départementaux sont, à compter de ces élections, élus au scrutin majoritaire binominal mixte. Les électeurs de chaque canton élisent au Conseil départemental, nouvelle appellation du Conseil général, deux membres de sexe différent, qui se présentent en binôme de candidats. Les conseillers départementaux sont élus pour 6 ans au scrutin binominal majoritaire à deux tours, l'accès au second tour nécessitant 12,5 % des inscrits au 1er tour. En outre la totalité des conseillers départementaux est renouvelée. Ce nouveau mode de scrutin nécessite un redécoupage des cantons dont le nombre est divisé par deux avec arrondi à l'unité impaire supérieure si ce nombre n'est pas entier impair, assorti de conditions de seuils minimaux. En Maine-et-Loire, le nombre de cantons passe ainsi de 41 à 21. Le canton d'Angers-2 est recréé par ce décret.
Il est formé de communes des anciens cantons d'Angers-Ouest (1 commune) et des Ponts-de-Cé (1 commune) et d'une fraction de la commune d'Angers. Il est entièrement inclus dans l'arrondissement d'Angers. Le bureau centralisateur est situé à Angers.

## Représentation

### Représentation de 1973 à 1985
| Période | Période | Identité     | Étiquette   | Qualité                                           |
| ------- | ------- | ------------ | ----------- | ------------------------------------------------- |
| 1973    | 1985    | Jean Monnier | PS puis DVG | Ebéniste, syndicaliste Maire d'Angers (1977-1998) |

### Représentation depuis 2015
| Période élective | Période élective | Mandat | Mandat   | Identité          | Nuance | Nuance | Qualité                                                                                    |
| ---------------- | ---------------- | ------ | -------- | ----------------- | ------ | ------ | ------------------------------------------------------------------------------------------ |
| 2015             | 2021             | 2015   | 2021     | Gilles Groussard  |        | UDI    | Directeur commercial Adjoint au maire d'Angers                                             |
| 2015             | 2021             | 2015   | en cours | Véronique Maillet |        | LR     | Inspectrice des finances publiques détachée sur poste d’élus Maire de Bouchemaine (2014- ) |
| 2021             | 2028             | 2021   | en cours | Véronique Maillet |        | LR     | Conseillère sortante                                                                       |
| 2021             | 2028             | 2021   | en cours | Richard Yvon      |        | LR     | Médecin généraliste à La Roseraie, adjoint au maire d'Angers                               |

### Résultats détaillés

#### Élections de mars 2015
À l'issue du 1er tour des élections départementales de 2015, deux binômes sont en ballottage : Gilles Groussard et Véronique Maillet (Union de la Droite, 34,32 %) et Philippe Gaudin et Norma Mevel Pla (PS, 30,06 %). Le taux de participation est de 49,64 % (14 003 votants sur 28 207 inscrits) contre 49,68 % au niveau départemental et 50,17 % au niveau national.
Au second tour, Gilles Groussard et Véronique Maillet (Union de la Droite) sont élus avec 50,16 % des suffrages exprimés et un taux de participation de 48,48 % (6 325 voix pour 13 676 votants et 28 207 inscrits).

#### Élections de juin 2021
Le premier tour des élections départementales de 2021 est marqué par un très faible taux de participation (33,26 % au niveau national). Dans le canton d'Angers-2, ce taux de participation est de 32,27 % (9 100 votants sur 28 203 inscrits) contre 29,36 % au niveau départemental. À l'issue de ce premier tour, deux binômes sont en ballottage : Chadia Arab et Bruno Baron-Guichard (Union à gauche avec des écologistes, 44,44 %) et Véronique Maillet et Richard Yvon (DVD, 43,95 %).
Le second tour des élections est marqué une nouvelle fois par une abstention massive équivalente au premier tour. Les taux de participation sont de 34,36 % au niveau national, 30,37 % dans le département et 34,66 % dans le canton d'Angers-2. Véronique Maillet et Richard Yvon (DVD) sont élus avec 52,82 % des suffrages exprimés (4 936 voix pour 9 777 votants et 28 209 inscrits),,. 

## Composition

### Composition de 1973 à 1985
Lors de sa création, le canton d'Angers-II était composé de :
- les communes du Plessis-Grammoire et de Saint-Barthélemy-d'Anjou ;
- la portion de territoire de la ville d'Angers déterminée par l'avenue Pasteur comprise depuis la limite avec la commune de Saint-Barthélemy-d'Anjou, le boulevard Henri-Dunant compris, le boulevard Gaston-Ramon non compris, la rue Aristide-Justeau comprise, une ligne ne correspondant à aucune voie publique et joignant la rue Aristide-Justeau au carrefour rue de la Chalouère (chemin du Mélinais), la rue de la Chalouère du numéro 91 à la fin et du numéro 82 à la fin, la rue Victor-Hugo comprise, l'avenue Pasteur comprise, le boulevard Maréchal-Joffre compris, le boulevard Bessonneau non compris, l'axe des voies ci-après : avenue du 11-Novembre, avenue Jeanne-d'Arc, rue Jean-Guignard, pont S. N. C. F. et tranchée S. N. C. F. de la ligne Angers—Tours jusqu'à la limite de la commune de Saint-Barthélemy-d'Anjou (chemin du Hanipet).

### Composition depuis 2015
| Nom                            | Code Insee | Intercommunalité          | Superficie (km2) | Population (dernière pop. légale)                 | Densité (hab./km2) | Modifier                                    |
| ------------------------------ | ---------- | ------------------------- | ---------------- | ------------------------------------------------- | ------------------ | ------------------------------------------- |
| Angers (bureau centralisateur) | 49007      | CU Angers Loire Métropole | 42,71            | Fraction : 31 885 (2022) Commune : 157 555 (2022) | 3 689              | modifier les données · modifier les données |
| Bouchemaine                    | 49035      | CU Angers Loire Métropole | 19,81            | 6 635 (2022)                                      | 335                | modifier les données · modifier les données |
| Sainte-Gemmes-sur-Loire        | 49278      | CU Angers Loire Métropole | 14,83            | 3 617 (2022)                                      | 244                | modifier les données · modifier les données |
| Canton d'Angers-2              | 4902       |                           |                  | 42 137 (2022)                                     |                    | modifier les données                        |

Le canton d'Angers-2 comprend :
1. deux communes entières,
2. la partie de la commune d'Angers située au sud et à l'ouest d'une ligne définie par l'axe des voies et limites suivantes : depuis la limite territoriale de la commune de Beaucouzé, route départementale 323, cours de la Maine, ligne droite dans le prolongement de la rue Faidherbe, boulevard Olivier-Couffon, rond-point de la Baumette, boulevard Marc-Leclerc, rue Jacques-Bordier, pont Noir, boulevard Yvonne-Poirel, rue Eblé, rue Moirin, boulevard Yvonne-Poirel, boulevard de Strasbourg, rue du Docteur-Guichard, rue Auguste-Blandeau, avenue de-Lattre-de-Tassigny et son prolongement en ligne droite, jusqu'à la limite territoriale de la commune des Ponts-de-Cé.

## Démographie
En 2022, le canton comptait 42 137 habitants, en évolution de +2,48 % par rapport à 2016 (Maine-et-Loire : +2,12 %, France hors Mayotte : +2,11 %).
| 2013   | 2018   | 2022   |
| ------ | ------ | ------ |
| 41 305 | 41 726 | 42 137 |